# Thập niên 510 TCN

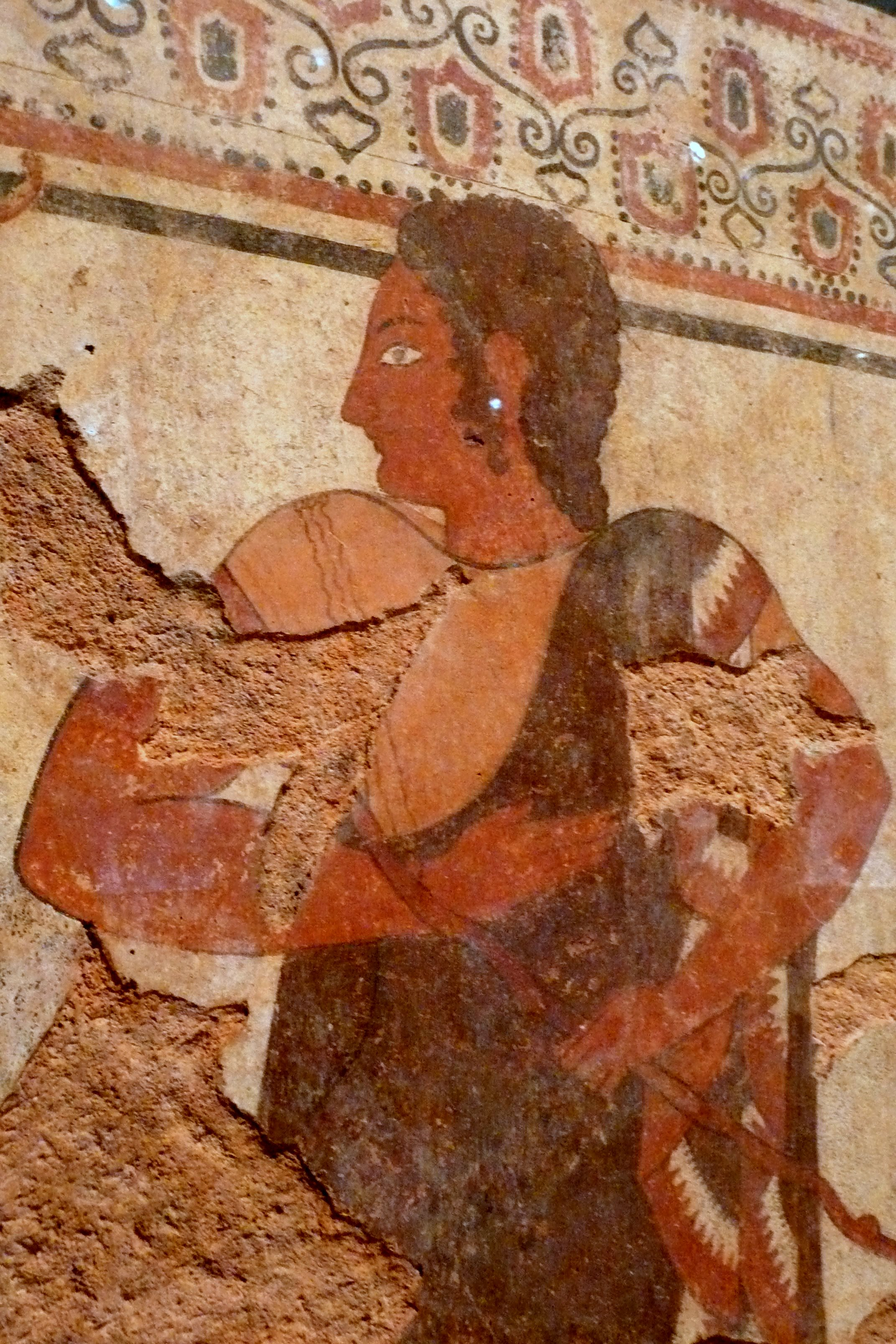
Bức bích họa với một huấn luyện viên thể thao (người Etruscan, năm 510 trước Công nguyên)

Thập niên 510 TCN hay thập kỷ 510 TCN chỉ đến những năm từ 510 TCN đến 519 TCN.